# Слобідка-Мушкатівська
Слобі́дка-Мушка́тівська — село в Україні, у Борщівській міській громаді Чортківського району Тернопільської області. Розташоване в центрі району.
Раніше підпорядковувалося Мушкатівській сільській раді.
Населення — ▼868 осіб.

## Географія
Село розташоване на відстані 367 км від Києва, 91 км — від обласного центру міста Тернополя та 4 км від міста Борщів.

## Історія
Поблизу села виявлено археологічні пам'ятки празької культури.
Назва села походить від слова слобода, що означає невелике вільне поселення. Поселення виросло поблизу села Мушкатівка, про що й свідчить друга частина назви.
На початку 19 століття селом володів Максиміліан Левицький.
Діяли «Просвіта», «Луг», «Сільський господар» та інші товариства, кооператива.
З 30 червня 2016 року належить до Борщівської міської громади.
До 19 липня 2020 р. належало до Борщівського району.

## Населення
У 1810 році в селі було 108 родин, 89 житлових будинків і 488 мешканців.

### Мова
Розподіл населення за рідною мовою за даними Всеукраїнського перепису населення:
| Мова       | Кількість | Відсоток |
| ---------- | --------- | -------- |
| українська | 861       | 99.19%   |
| російська  | 6         | 0.69%    |
| румунська  | 1         | 0.12%    |
| Усього     | 868       | 100%     |

## Релігія
- церква святого священномученика Йосафата (1998, мурована, УГКЦ),
- дім молитви Християн віри євангельської (1991).

## Соціальна сфера
Працюють Будинок культури, бібліотека, торговельний заклад.

## Галерея

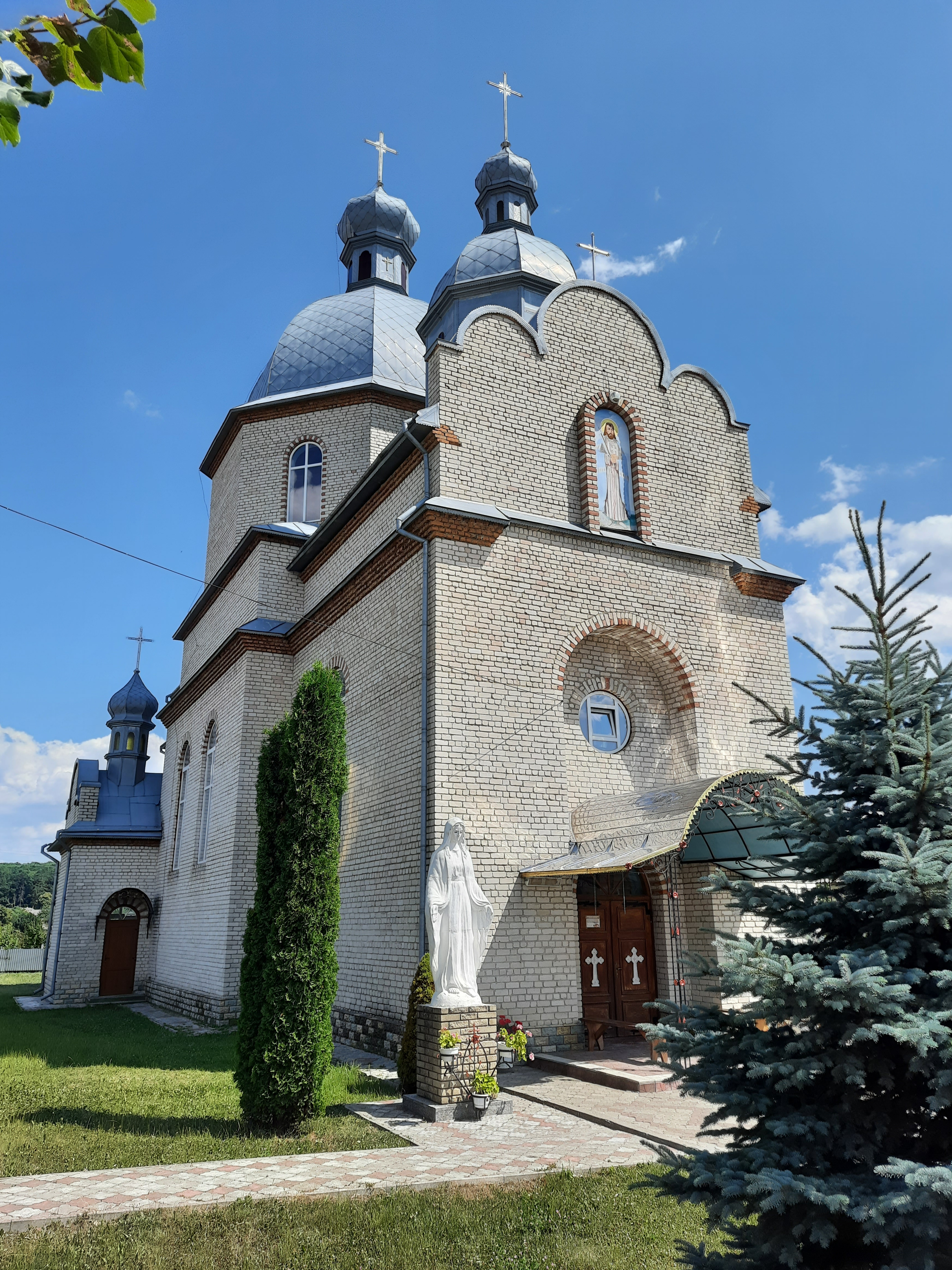
Церква Святого Йосафата (1998)
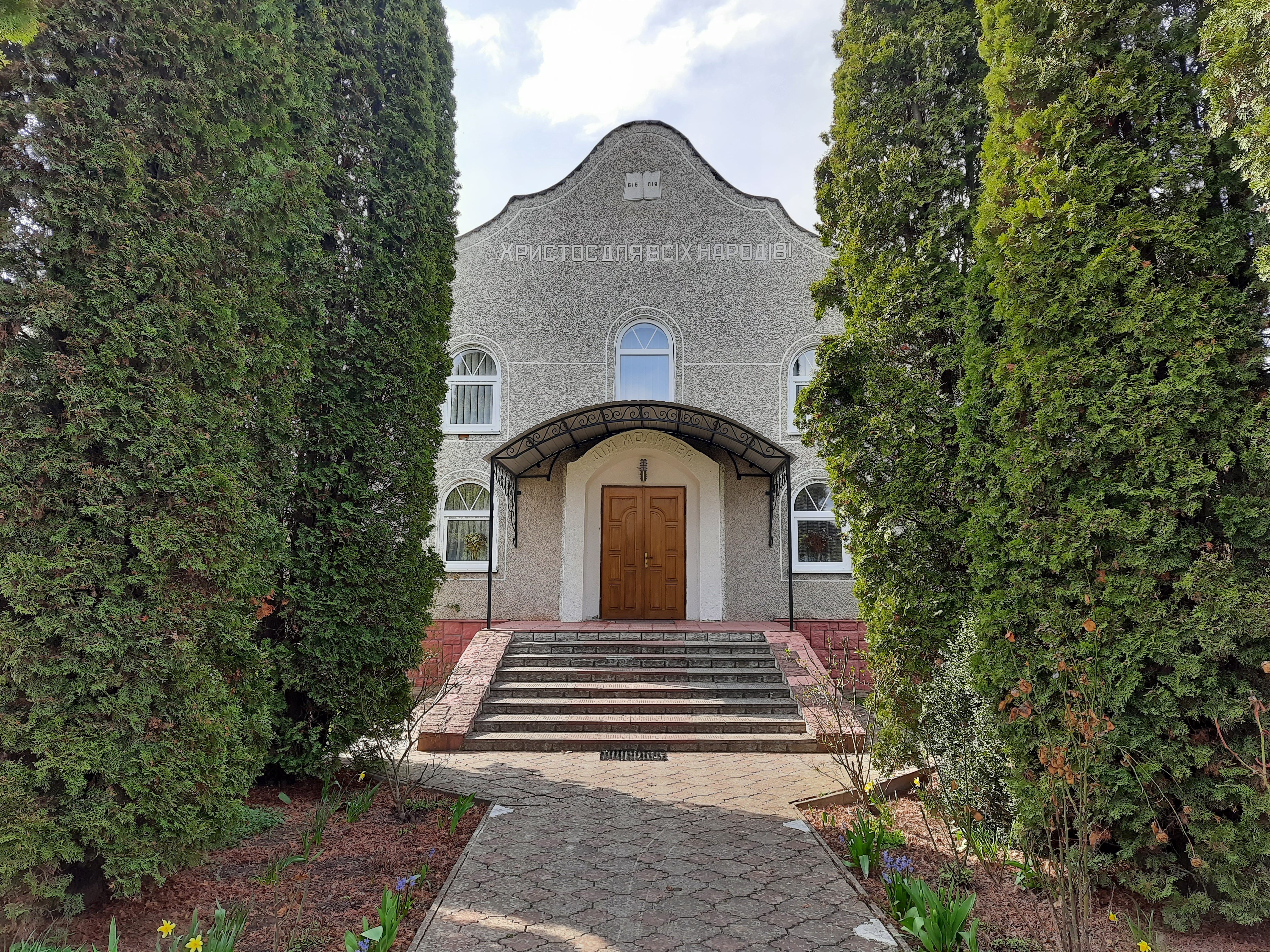
Дім молитви Християн Віри Євангельської
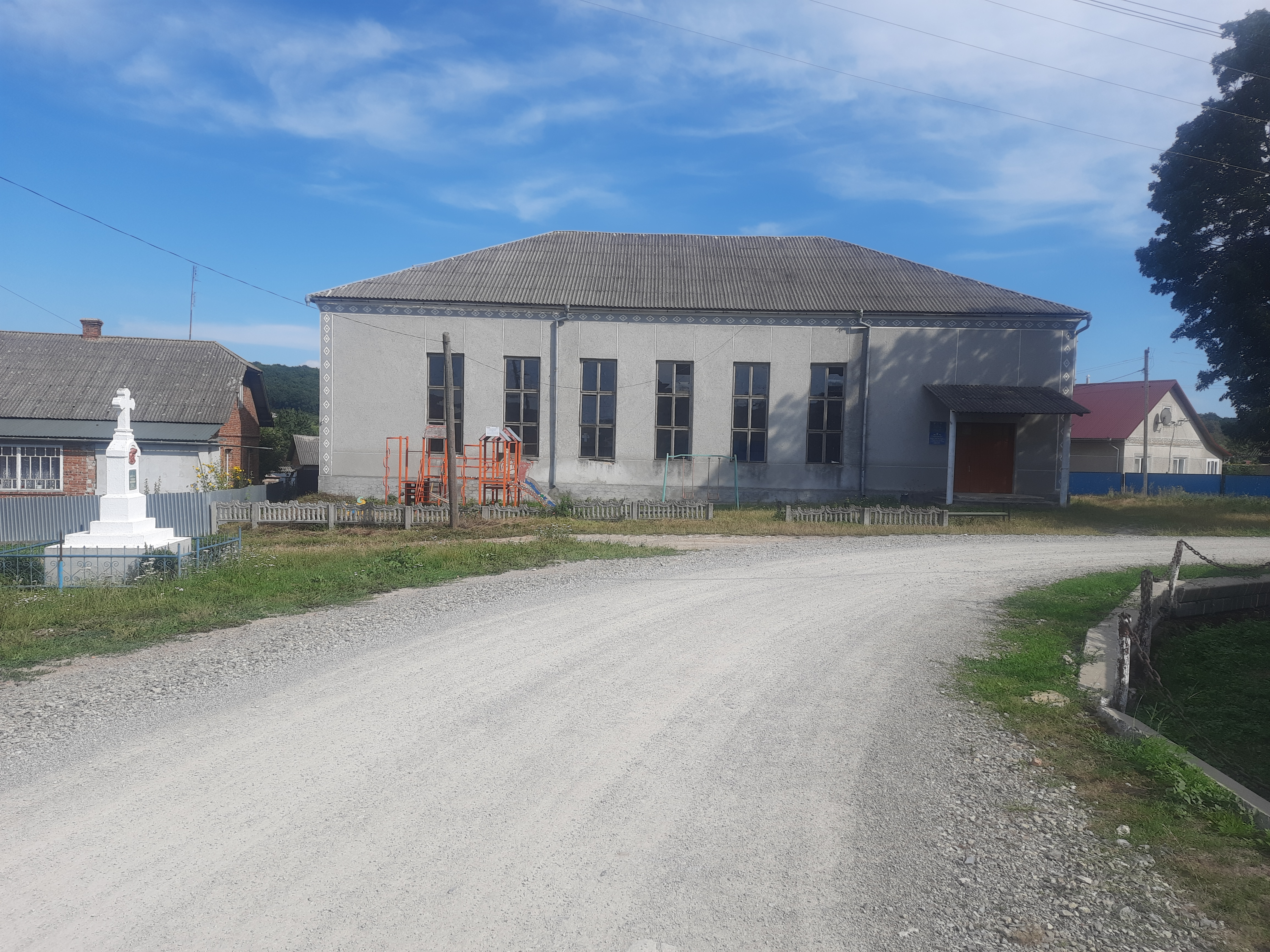
Клуб
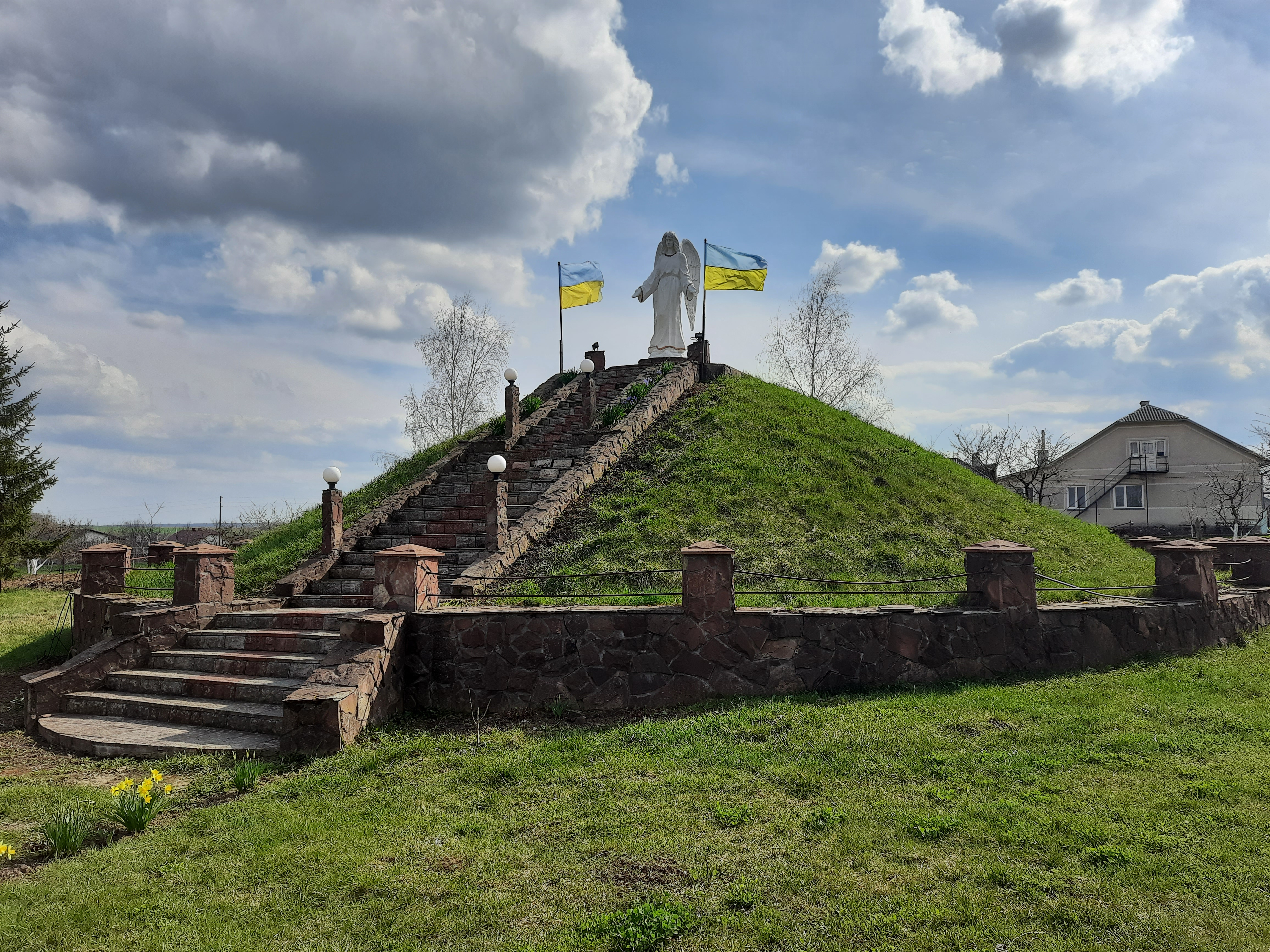
Символічна могила Борцям за волю України